# Permis d'aimer (film)
Pour le téléfilm, voir Permis d'aimer (téléfilm).
Pour plus de détails, voir Fiche technique et Distribution.
Permis d'aimer (Learning to Drive) est un film américano-britannique réalisé par Isabel Coixet, sorti en 2014.

## Fiche technique
- Titre : Permis d'aimer ou Learning to Drive
- Titre original : Learning to Drive
- Réalisation : Isabel Coixet
- Scénario : Sarah Kernochan
- Musique : Dhani Harrison et Paul Hicks
- Photographie : Manel Ruiz
- Montage : Keith Reamer et Thelma Schoonmaker
- Production : Dana Friedman et Daniel Hammond
- Société de production : Broad Green Pictures, Lavender Pictures et Core Pictures
- Société de distribution : Vertigo Releasing (Royaume-Uni) Broad Green Pictures (États-Unis)
- Pays d'origine :  Royaume-Uni et  États-Unis
- Genre : comédie dramatique et romance
- Durée : 90 minutes
- Dates de sortie : 
  - Canada : 9 septembre 2014 (Festival international du film de Toronto)
  - Espagne : 3 juillet 2015
  - États-Unis : 21 août 2015
  - Royaume-Uni : 10 juin 2016

## Distribution
- Patricia Clarkson : Wendy
- Ben Kingsley (VF : Féodor Atkine) : Darwan
- Jake Weber : Ted
- Sarita Choudhury : Jasleen
- Grace Gummer : Tasha
- Avi Nash : Preet
- Samantha Bee : Debbie
- Matt Salinger : Peter
- John Hodgman : le vendeur de voitures
- Michael Mantell : le père de Wendy
- Daniela Lavender : Mata
- Gina Jarrin : Paige
- Rajika Puri : Rasbir, la sœur de Darwan
- Beau Baxter : le mari de Debbie
- Randy Graff : l'avocat en divorce

## Accueil
Le film a reçu un accueil moyen de la critique. Il obtient un score moyen de 59 % sur Metacritic.